# Kótecu
Kótecu (japonsky: 甲鉄, později přejmenovaná na 東, Azuma) byla první obrněnou válečnou lodí Japonského císařského námořnictva. Byla postavena v roce 1864 ve Francii pro Konfederaci, která potřebovala válečné lodě v americké občanské válce a Japonsko ji zakoupilo v roce 1869 od vítězných Spojených států. Loď byla stavěna tak, aby napadala jiné lodi taranem. Kótecu měla rozhodující roli při vítězství v bitvě u Hakodate, která ukončila válku Bošin a umožnila restauraci moci císaře Meidži. Její sesterská loď Cheops byla prodána Prusku a pojmenována SMS Prinz Adalbert.

## Sphinx

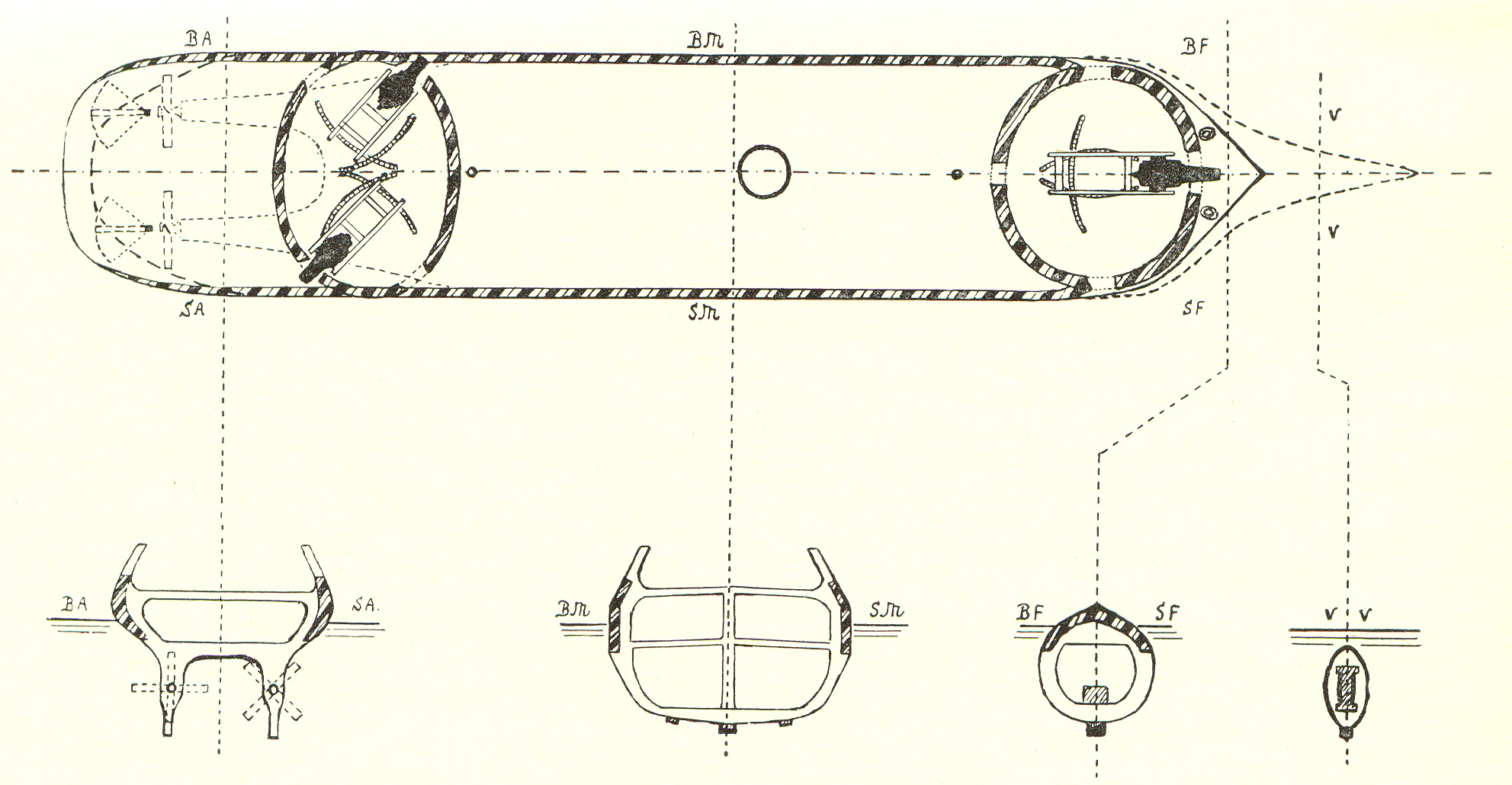
Schéma konstrukce CSS Stonewall

Kótecu byla postavena ve francouzských loděnicích v Bordeaux. Loď byla původně pojmenována Sphinx a byla stavěna na objednávku Konfederace, válčící tehdy v americké občanské válce. Ještě než mohla být loď předána Konfederaci, byl její prodej zakázán francouzskou vládou. Bylo dohodnuto, že loď bude prodána do Dánska jako Stærkodder.
Dánská posádka loď převzala a vyplula 21. června 1864 na testovací plavbu, která předcházela závěrečným jednáním mezi loděnicí a Dánskem. Po dlouhém dohadování o ceně a kompenzacích za zpožděné předání, však nakonec z obchodu sešlo.

## CSS Stonewall

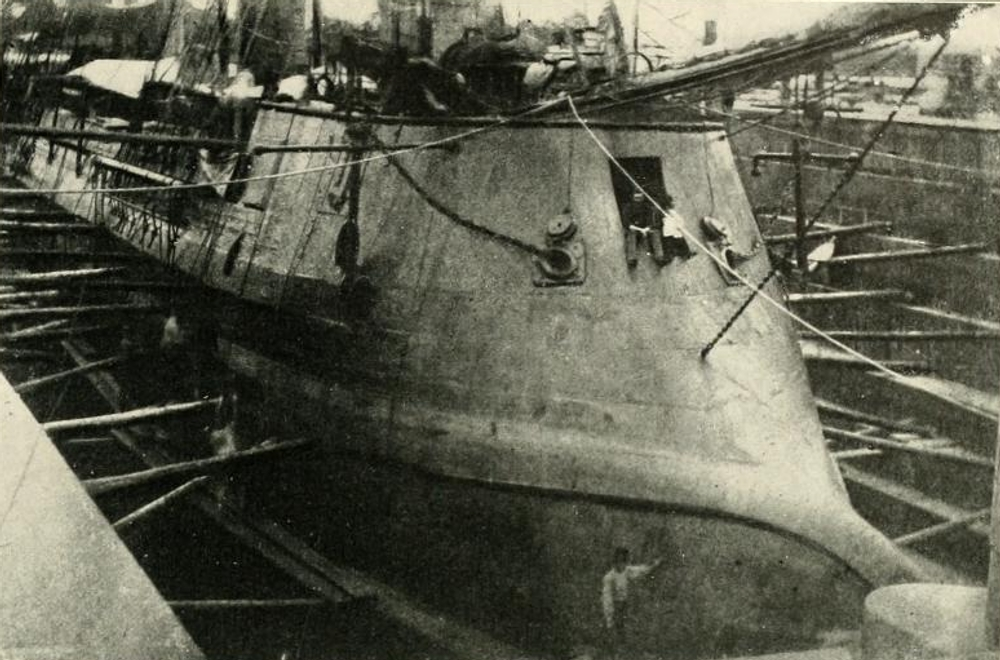
Detail přídě CSS Stonewall

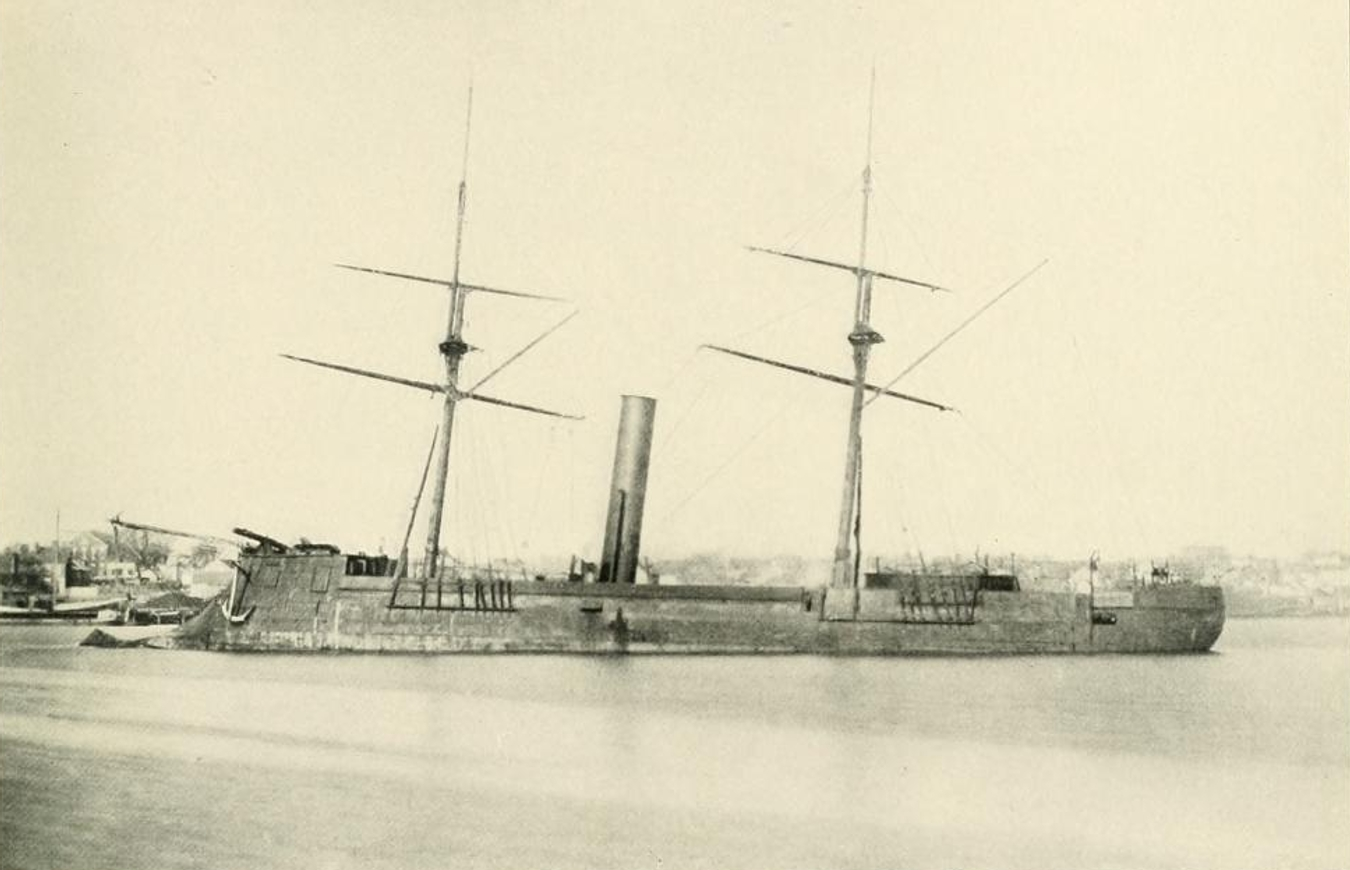
CSS Stonewall

V lednu 1865 loď převzala posádka Konfederace a loď byla přejmenována na CSS Stonewall. Připlutí obrněné lodě vyvolalo v USA obavy a několik válečných lodí (v čele s USS Kearsarge a USS Sacramento) se jí snažilo pronásledovat. Několik lodí později hlídkovalo, aby se případně pokusilo zabránit Stonewallu ve vyplutí do akce. Stonewall však doplul do Ameriky příliš pozdě nato, aby měl na vývoj války sebemenší vliv. Loďstvo Konfederace už bylo tehdy na pokraji porážky a nacházelo se ve stavu rozkladu, podobně jako další instituce hroutícího se státu. Aby loď nebyla po kapitulaci ukořistěna, odplul s ní její kapitán do Havany, kde jí za 16 000 dolarů prodal místnímu vrchnímu veliteli. Vláda USA pak musela loď za stejnou sumu vykoupit. Pak byla Stonewall dočasně vyřazena ze služby a ukotvena v doku do doby, než byla prodána japonskému šógunátu Tokugawa.

## Kótecu
Kótecu měla být dodána šógunátu v roce 1868, aby posílila a modernizovala jeho námořnictvo. Dopředu bylo zaplaceno 30 000 dolarů a zbylých 10 000 mělo být zaplaceno po dodání. Když vypukla válka Bošin mezi šógunátem a věrnými japonského císaře, západní státy zaujaly neutrální postoj. Byli odvoláni vojenští poradci a zastavena dodávka zbraní, což se týkalo i Kótecu.
Kótecu byla nakonec v roce 1869 dodána nikoliv šógunátu, ale naopak vládě Meidži. V doprovodu dalších sedmi parních lodí, byla Kótecu okamžitě odeslána k ostrovu Hokkaidó, kde se zbytky sil šógunátu, s pomocí bývalých francouzských vojenských poradců, pokusily vytvořit nezávislou Republiku Ezo.

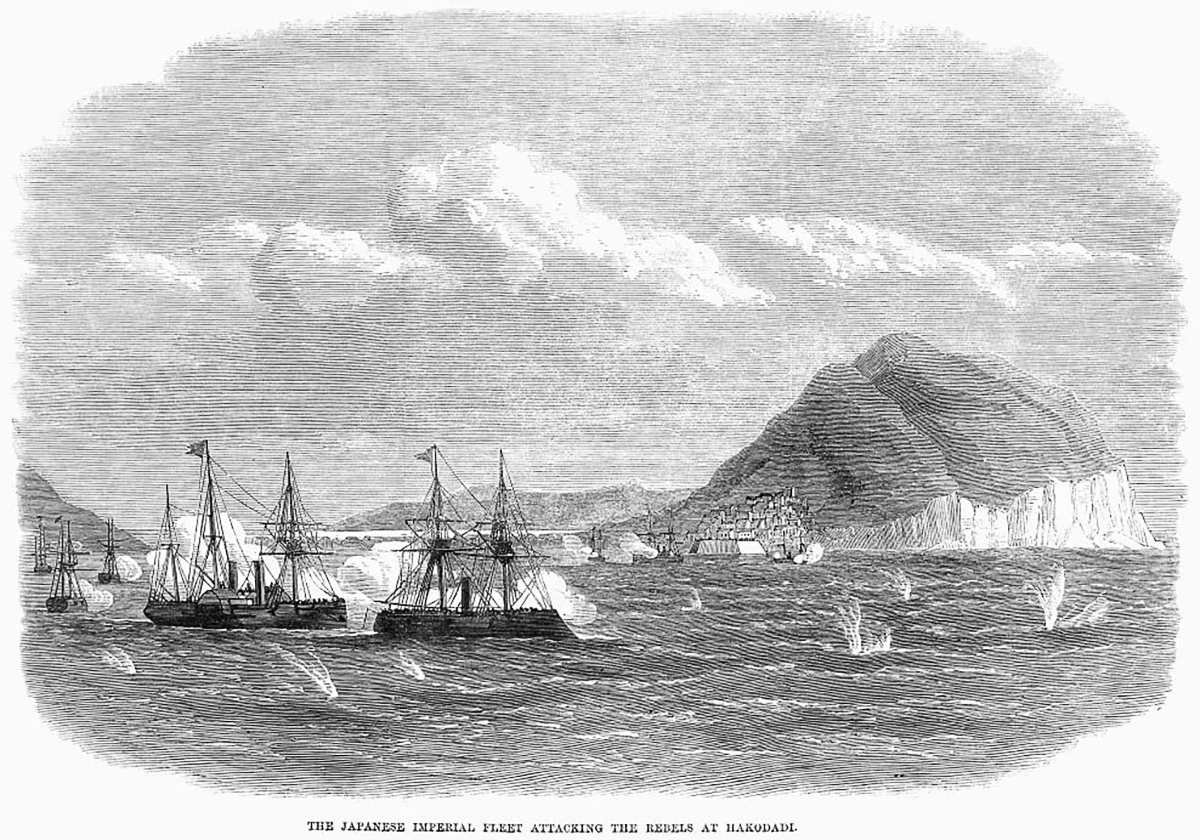
Vyobrazení bitvy u Hakodate

25. března 1869 v bitvě v zátoce Mijako se posádka rebelské lodi Kaiten pokusila o výsadek na Kótecu, aby ji zajala. Tento útok byl odražen, a to především díky přítomnosti kulometu Gatling na palubě Kótecu. Loď se poté účastnila invaze na Hokkaidó a bitvy u Hakodate.
V roce 1871 byla loď přejmenována na Azuma a ve službě zůstala do roku 1888.
Loď byla dobře vyzbrojena děly, umístěnými v kasematách a také dobře pancéřována. Ve své době byla považována za neporazitelnou a nepotopitelnou. Díky svému pancířem chráněnému trupu mohla odolat přímé palbě tehdejších děl a byla schopna porazit jakoukoliv dřevěnou válečnou loď.
Japonsko díky Kótecu získalo obrněnou válečnou loď už 10 let po zavedení první lodě této koncepce do služby. Byla jí v roce 1859 francouzská loď La Gloire (první válečnou lodí s celokovovým trupem byla v roce 1860 později anglická HMS Warrior).